# Жарково (Псковська область)
Жарково (рос. Жарково) — присілок в Себезькому районі Псковської області Російської Федерації.
Населення становить 14 осіб. Входить до складу муніципального утворення Себезьке муніципальне утворення.

## Історія
Від 2015 року входить до складу муніципального утворення Себезьке муніципальне утворення.

## Населення
| 2001 | 2002 | 2010 |
| ---- | ---- | ---- |
| 11   | ↗12  | ↗14  |